# Assembleia Nacional de São Tomé e Príncipe
A Assembleia Nacional de São Tomé e Príncipe é o órgão legislativo de São Tomé e Príncipe. O parlamento é no formato unicameral e contém atualmente 55 membros, eleitos por representação proporcional em lista fechada em 7 círculos eleitorais para mandatos de 4 anos.